# Mistrovství ve fotbale zemí CONCACAF 1967
Mistrovství ve fotbale zemí CONCACAF 1967 bylo třetí mistrovství pořádané fotbalovou asociací CONCACAF. Vítězem se stala Guatemalská fotbalová reprezentace.

## Kvalifikace
- Týmy  Honduras (jako pořadatel) a  Mexiko (jako obhájce titulu) měly účast jistou. O zbylá čtyři místa se bojovalo v kvalifikaci.

### Skupina 1
| Poř. | Tým               | B | Z | V | R | P | VG | IG | +/- |
| ---- | ----------------- | - | - | - | - | - | -- | -- | --- |
| 1.   | Haiti             | 7 | 4 | 3 | 1 | 0 | 7  | 3  | +4  |
| 2.   | Trinidad a Tobago | 5 | 4 | 2 | 1 | 1 | 7  | 7  | 0   |
| 3.   | Jamajka           | 4 | 4 | 1 | 2 | 1 | 4  | 4  | 0   |
| 4.   | Kuba              | 2 | 4 | 0 | 2 | 2 | 5  | 7  | -2  |
| 5.   | Nizozemské Antily | 2 | 4 | 0 | 2 | 2 | 4  | 6  | -2  |

| 11. ledna 1967 |     |                   |         |
| Jamajka        | 1:1 | Nizozemské Antily | Jamajka |
|                |     |                   | Jamajka |

| 12. ledna 1967 |     |       |         |
| Kuba           | 1:1 | Haiti | Jamajka |
|                |     |       | Jamajka |

| 13. ledna 1967    |     |                   |         |
| Trinidad a Tobago | 2:1 | Nizozemské Antily | Jamajka |
|                   |     |                   | Jamajka |

| 14. ledna 1967 |     |      |         |
| Jamajka        | 2:1 | Kuba | Jamajka |
|                |     |      | Jamajka |

| 16. ledna 1967 |     |                   |         |
| Haiti          | 4:2 | Trinidad a Tobago | Jamajka |
|                |     |                   | Jamajka |

| 17. ledna 1967    |     |      |         |
| Nizozemské Antily | 2:2 | Kuba | Jamajka |
|                   |     |      | Jamajka |

| 18. ledna 1967 |     |                   |         |
| Jamajka        | 1:1 | Trinidad a Tobago | Jamajka |
|                |     |                   | Jamajka |

| 19. ledna 1967 |     |                   |         |
| Haiti          | 1:0 | Nizozemské Antily | Jamajka |
|                |     |                   | Jamajka |

| 20. ledna 1967    |     |      |         |
| Trinidad a Tobago | 2:1 | Kuba | Jamajka |
|                   |     |      | Jamajka |

| 21. ledna 1967 |     |       |         |
| Jamajka        | 0:1 | Haiti | Jamajka |
|                |     |       | Jamajka |

Týmy Haiti a Trinidad a Tobago se kvalifikovaly na závěrečný turnaj.

### Skupina 2
| Poř. | Tým       | B | Z | V | R | P | VG | IG | +/- |
| ---- | --------- | - | - | - | - | - | -- | -- | --- |
| 1.   | Guatemala | 4 | 2 | 2 | 0 | 0 | 6  | 2  | +4  |
| 2.   | Nikaragua | 2 | 2 | 1 | 0 | 1 | 4  | 4  | 0   |
| 3.   | Panama    | 0 | 2 | 0 | 0 | 2 | 2  | 6  | -4  |

| 13. února 1967 |     |        |           |
| Guatemala      | 3:1 | Panama | Guatemala |
|                |     |        | Guatemala |

| 15. února 1967 |     |           |           |
| Guatemala      | 3:1 | Nikaragua | Guatemala |
|                |     |           | Guatemala |

| 17. února 1967 |     |           |           |
| Panama         | 1:3 | Nikaragua | Guatemala |
|                |     |           | Guatemala |

Týmy Guatemala a Nikaragua se kvalifikovaly na závěrečný turnaj.

## Závěrečný turnaj
| Poř. | Tým               | B | Z | V | R | P | VG | IG | +/- |
| ---- | ----------------- | - | - | - | - | - | -- | -- | --- |
| 1.   | Guatemala         | 9 | 5 | 4 | 1 | 0 | 7  | 1  | 6   |
| 2.   | Mexiko            | 8 | 5 | 4 | 0 | 1 | 10 | 1  | 9   |
| 3.   | Honduras          | 6 | 5 | 2 | 2 | 1 | 4  | 2  | 2   |
| 4.   | Trinidad a Tobago | 4 | 5 | 2 | 0 | 3 | 6  | 10 | -4  |
| 5.   | Haiti             | 2 | 5 | 1 | 0 | 4 | 5  | 9  | -4  |
| 6.   | Nikaragua         | 1 | 5 | 0 | 1 | 4 | 3  | 12 | -9  |

| 5. března 1967 |     |          |                                              |
| Guatemala      | 0:0 | Honduras | Estadio Nacional de Tegucigalpa, Tegucigalpa |
|                |     |          | Estadio Nacional de Tegucigalpa, Tegucigalpa |

| 6. března 1967 |     |           |                                                                                   |
| Mexiko         | 4:0 | Nikaragua | Estadio Nacional de Tegucigalpa, Tegucigalpa rozhodčí: Carlos Pontaza (Guatemala) |
|                |     |           | Estadio Nacional de Tegucigalpa, Tegucigalpa rozhodčí: Carlos Pontaza (Guatemala) |

| 6. března 1967    |     |       |                                              |
| Trinidad a Tobago | 3:2 | Haiti | Estadio Nacional de Tegucigalpa, Tegucigalpa |
|                   |     |       | Estadio Nacional de Tegucigalpa, Tegucigalpa |

| 9. března 1967 |     |       |                                              |
| Honduras       | 2:0 | Haiti | Estadio Nacional de Tegucigalpa, Tegucigalpa |
|                |     |       | Estadio Nacional de Tegucigalpa, Tegucigalpa |

| 9. března 1967    |     |           |                                              |
| Trinidad a Tobago | 3:1 | Nikaragua | Estadio Nacional de Tegucigalpa, Tegucigalpa |
|                   |     |           | Estadio Nacional de Tegucigalpa, Tegucigalpa |

| 10. března 1967 |     |        |                                                                                                   |
| Guatemala       | 1:0 | Mexiko | Estadio Nacional de Tegucigalpa, Tegucigalpa rozhodčí: Antonio van Rosberg (Netherlands Antilles) |
|                 |     |        | Estadio Nacional de Tegucigalpa, Tegucigalpa rozhodčí: Antonio van Rosberg (Netherlands Antilles) |

| 12. března 1967 |     |       |                                              |
| Guatemala       | 2:1 | Haiti | Estadio Nacional de Tegucigalpa, Tegucigalpa |
|                 |     |       | Estadio Nacional de Tegucigalpa, Tegucigalpa |

| 12. března 1967 |     |           |                                              |
| Honduras        | 1:1 | Nikaragua | Estadio Nacional de Tegucigalpa, Tegucigalpa |
|                 |     |           | Estadio Nacional de Tegucigalpa, Tegucigalpa |

| 12. března 1967 |     |                   |                                                                                   |
| Mexiko          | 4:0 | Trinidad a Tobago | Estadio Nacional de Tegucigalpa, Tegucigalpa rozhodčí: Carlos Pontaza (Guatemala) |
|                 |     |                   | Estadio Nacional de Tegucigalpa, Tegucigalpa rozhodčí: Carlos Pontaza (Guatemala) |

| 14. března 1967 |     |       |                                                                              |
| Mexiko          | 1:0 | Haiti | Estadio Nacional de Tegucigalpa, Tegucigalpa rozhodčí: Juan Dimas (Honduras) |
|                 |     |       | Estadio Nacional de Tegucigalpa, Tegucigalpa rozhodčí: Juan Dimas (Honduras) |

| 15. března 1967 |     |           |                                              |
| Guatemala       | 2:0 | Nikaragua | Estadio Nacional de Tegucigalpa, Tegucigalpa |
|                 |     |           | Estadio Nacional de Tegucigalpa, Tegucigalpa |

| 15. března 1967 |     |                   |                                              |
| Honduras        | 1:0 | Trinidad a Tobago | Estadio Nacional de Tegucigalpa, Tegucigalpa |
|                 |     |                   | Estadio Nacional de Tegucigalpa, Tegucigalpa |

| 18. března 1967 |     |           |                                              |
| Haiti           | 2:1 | Nikaragua | Estadio Nacional de Tegucigalpa, Tegucigalpa |
|                 |     |           | Estadio Nacional de Tegucigalpa, Tegucigalpa |

| 19. března 1967 |     |                   |                                              |
| Guatemala       | 2:0 | Trinidad a Tobago | Estadio Nacional de Tegucigalpa, Tegucigalpa |
|                 |     |                   | Estadio Nacional de Tegucigalpa, Tegucigalpa |

| 19. března 1967 |     |          |                                                                             |
| Mexiko          | 1:0 | Honduras | Estadio Nacional de Tegucigalpa, Tegucigalpa rozhodčí: Henry Landaver (USA) |
|                 |     |          | Estadio Nacional de Tegucigalpa, Tegucigalpa rozhodčí: Henry Landaver (USA) |